# Mario Galizia
Mario Galizia (Napoli, 14 novembre 1921 – Roma, 27 settembre 2013) è stato un giurista e costituzionalista italiano.

## Biografia
Nato a Napoli il 14 novembre 1921 da Vincenzo Galizia (magistrato e poi primo  presidente della Corte di cassazione) e da Gina Baldi originaria di Poppi nel Casentino (provincia di Arezzo), Mario Galizia si laureò con 110 e lode in Giurisprudenza nel 1942, discutendo nella Facoltà giuridica fiorentina una tesi in Diritto amministrativo, La teoria degli organi dello Stato, con relatore Silvio Lessona, da cui fu subito nominato assistente. Nipote di due caduti nel primo conflitto mondiale (Alberto Galizia, docente nell'Università di Napoli, e Raffaele Libroia, medaglia d'oro della cavalleria italiana), volontario di guerra (Divisione “Ariete”) e partigiano combattente come il fratello Paolo caduto per la liberazione di Firenze, dal 1944 Galizia  divenne assistente di Piero Calamandrei e incaricato di Diritto amministrativo nell'Ateneo fiorentino.
Magistrato ordinario dal 1946, collaborò alle riviste Il Ponte e Il Politecnico. Libero docente in diritto costituzionale nel 1958 (e poi incaricato a Siena), iniziò da quell'anno la sua collaborazione con Costantino Mortati, che prima gli chiese di appoggiare la docenza presso la facoltà di Scienze politiche dell'Università di Roma "La Sapienza" e poi di divenire suo assistente di studio presso la Corte costituzionale. Vincitore del concorso a cattedra per il Diritto costituzionale italiano e comparato nel 1964, lasciò la magistratura come consigliere d'appello distaccato presso la Corte di Cassazione per la facoltà di Scienze politiche di Pavia (Istituzioni di diritto pubblico), per poi essere chiamato nel 1970 nella facoltà di Giurisprudenza di Firenze (diritto costituzionale).
Dal 1974 sino al 1997 è stato ordinario di Diritto costituzionale italiano e comparato nella facoltà di Scienze politiche dell'Università di Roma "La Sapienza" e dal 1998 professore emerito.Nel 2013 ha istituito per testamento la "Fondazione Paolo Galizia-Storia e Libertà", che custodisce la sua biblioteca di circa 25.000 volumi e alcuni Archivi di costituzionalisti (tra cui, in particolare, quello di Costantino Mortati).

## Opere principali
- La teoria della sovranità dal Medioevo alla Rivoluzione francese, Milano, A. Giuffrè, 1951
- Nomina e fiducia: il presidente della Repubblica e la formazione del governo, Firenze, Noccioli, 1954
- Scienza giuridica e diritto costituzionale, Milano, A. Giuffrè, 1954
- Lineamenti generali del rapporto di fiducia fra parlamento e governo, Milano, A. Giuffrè, 1959
- Crisi di gabinetto, in Enciclopedia del diritto, vol. 11, Milano, A. Giuffrè, 1962, pp. 367–393
- Profili storico-comparativi della scienza del diritto costituzionale, in Archivio  giuridico Filippo  Serafini, 1963, n.1, pp. 3–110
- Diritto costituzionale: profili storici, in Enciclopedia del diritto, vol. 12, pp. 962–976
- La libertà di circolazione e soggiorno: dall'unificazione alla Costituzione repubblicana, in La pubblica sicurezza (a cura di Paolo Barile), Vicenza, Neri Pozza, 1967, pp. 485–563
- Fiducia parlamentare, in Enciclopedia  del  diritto, vol. 17, Milano, A. Giuffrè, 1968, pp. 388–427
- Aspetti dell'organizzazione regionale (note preliminari),  in  Studi  in  onore  di  Gaspare  Ambrosini, Milano, A. Giuffrè, 1969, pp. 719–754
- Caratteri del regime parlamentare inglese del Settecento: in tema di incompatibilità fra la carica di Ministro e l'appartenenza al Parlamento, in Studi in memoria di Carlo Esposito, IV, Padova, Cedam, 1974, pp. 2371–2414
- Studi sui rapporti fra Parlamento e Governo, Milano, A. Giuffrè, 1972
- Il positivisme juridique di Raymond Carre de Malberg, in Quaderni fiorentini per la storia del pensiero giuridico moderno 1973, n. 2, pp. 336–509
- Autorità autonomie e "democrazia di masse" nell'evoluzione del pensiero di Vincenzo Zangara, in  Quaderni costituzionali, anno VIII, n. 1, 1988, pp. 109–160
- Il pensiero giuridico di Costantino Mortati (a cura di M. Galizia, P. Grossi), Milano, A. Giuffrè, 1990
- Gli esordi di Luigi Luzzatti negli studi di diritto costituzionale, ne Il politico, 2000, n. 1, 2000, pp. 5–28
- Paolo Barile, il liberalsocialismo e il costituzionalismo, ne Il  politico, 2001, n. 2, pp. 193–228
- Esperienza giuridica libertà costituzione: ricordi di Giuseppe Capograssi, maestro di diritto e di cattolicesimo liberale, ne II politico, 2003, n. 3, pp. 381–433
- Forme di Stato e forme di governo: nuovi studi sul pensiero di Costantino Mortati (a  cura  di M. Galizia), Milano, A. Giuffrè, 2007
- Egidio Tosato costituzionalista e costituente, Milano, A. Giuffrè, 2010
- Appunti sugli anni della guerra di Paolo Galizia (1923-1944) (a  cura  di M. Galizia), Milano, A. Giuffrè, 2013